# Lasarte-Oria
Lasarte-Oria ist eine Stadt in der Provinz Gipuzkoa (span. Guipúzcoa) in der spanischen Autonomen Region Baskenland. Sie liegt ca. zehn Kilometer südwestlich von Donostia-San Sebastián im Tal des Oria, am Rand des dicht besiedelten Gürtels um San Sebastián. Die Stadt ist bekannt für gute Hotels und Restaurants.

## Geschichte
Bei Lasarte-Oria wurde im Juli 1997 das kurze Zeit später im Krankenhaus verstorbene ETA-Opfer Miguel Ángel Blanco mit Schussverletzungen aufgefunden.

## Einzelnachweise

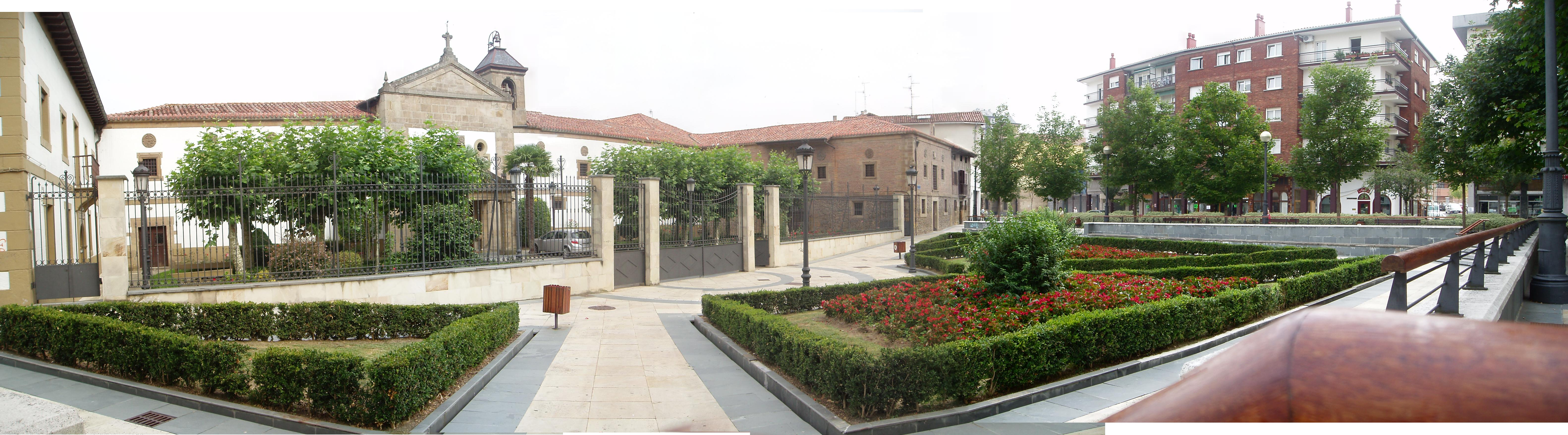
Plaza de las Brígidas